# Teodor Saidel
Teodor Saidel (n. 1874 – d. 1967) a fost un chimist și pedolog român, considerat fondatorul agrochimiei din România. A fost profesor la Institutul Agronomic „Nicolae Bălcescu” (fosta Școală Centrală de Agricultură Herăstrău) și un pionier al chimiei solului, cu o carieră impresionantă care a durat aproape 70 de ani. Saidel a introdus metode inovatoare în studiul fertilității solurilor, fiind primul cercetător din lume care a elaborat metoda potențiometrică de determinare a pH-ului solului, în 1913.

## Biografie
Teodor Saidel s-a născut la 2 septembrie 1874 în Brăila, într-o familie modestă. A absolvit școala primară și liceul în orașul natal, unde s-a remarcat prin sârguință și înclinație pentru științele exacte, precum matematica, fizica și chimia. Brăila, un important port fluvial european la acea vreme, i-a oferit un mediu favorabil pentru dezvoltarea sa timpurie, deși condițiile generale ale epocii erau dificile.
După absolvirea liceului, Saidel a urmat studiile superioare la Facultatea de Științe a Universității din București, specializându-se în chimie. A absolvit în 1900 cu rezultate remarcabile, fiind angajat încă din timpul studiilor ca „elev asistent-chimist” la Laboratorul de Chimie al Stațiunii Agronomice Centrale București, înființată în 1886 pe lângă Școala Centrală de Agricultură Herăstrău. Aici, sub îndrumarea chimistului Corneliu Roman, primul director al stațiunii, a efectuat primele analize chimice ale solului realizate de un cercetător român, contribuind la lucrarea Solurile României a lui Vlad Cârnu Munteanu și Corneliu Roman.
După absolvire, a fost reținut ca asistent la Laboratorul de Chimie Anorganică al Universității din București, condus de profesorul Ion Petricu. În 1902, a trecut la Institutul de Chimie „Dr. C.I. Istrati”, lucrând în laboratorul profesorului Al. Zaharia, unde a realizat primele analize chimice ale grâului din România, lucrare premiată cu premiul „Gheorghe Lazăr”.
Dornic să se perfecționeze, Saidel a încercat timp de opt ani să obțină o bursă pentru studii în străinătate, dar fără succes. În cele din urmă, cu sprijinul financiar al fratelui său, a plecat în Germania, la Universitatea din Heidelberg, unde a studiat sub îndrumarea profesorilor Bunsen și Curtius. În 1910, a obținut doctoratul cu mențiunea „Summa cum laude”.
Întors în țară, a fost angajat ca chimist la Secția de Agrogeologie a Institutului Geologic, condusă de Gheorghe Munteanu Murgoci, fondatorul pedologiei românești. Aici, la vârsta de 36 de ani, și-a intensificat cercetările în chimia solului, devenind un specialist de referință în domeniu. În 1920, a fost numit profesor de chimie generală și chimia solului la Școala Centrală de Agricultură Herăstrău, unde a predat până la pensionare, în 1940. Între 1925 și 1939, a fost și șef al Secției de Pedologie din Institutul Geologic, iar din 1939 a condus onorific Secția de Chimie a Solului din cadrul Institutului de Cercetări Agronomice al României (ICAR).
Saidel a murit în 1967, la București, după o carieră de aproape 70 de ani, marcată de o tenacitate și o energie remarcabile, în ciuda constituției sale fizice fragile.

## Activitate științifică
Teodor Saidel a fost un pionier al chimiei solului, contribuind la fondarea agrochimiei românești. În 1913, a elaborat prima metodă potențiometrică de determinare a pH-ului solului, o premieră mondială prezentată la Academia Română și la Conferința Internațională de Pedologie de la München din 1914. Această metodă, adoptată ulterior de laboratoare din întreaga lume, a pus bazele determinării electrometrice a reacției solului, fiind utilizată și astăzi. Saidel a aprofundat cercetările privind corelația dintre concentrația ionilor de hidrogen și disponibilitatea elementelor nutritive pentru plante, stabilind indicele „S” – un parametru fizico-chimic esențial pentru evaluarea rezervelor de cationi bazici schimbabili.
A inițiat studii asupra relației plantă-sol, utilizând experiențe riguroase în vase de vegetație și pe teren. A fost autorul legilor solubilizării substanțelor nutritive în sistemul sol-plantă, bazate pe extracte apoase din toate tipurile genetice de sol din România. Aceste studii au fost sintetizate în lucrarea Studiul chimic al principalelor tipuri de sol din România, prezentată la Congresul Internațional de Agricultură de la București din 1929, apreciată pentru metodologia sa inovatoare.
Saidel a efectuat și cercetări de teren, studiind solurile și lacurile sărate din valea Călmățuiului, în colaborare cu Gheorghe Ionescu-Șișești. Rezultatele au fost publicate în lucrări precum Despre solurile și lacurile sărate din lunca și vecinătatea Călmățuiului (1911) și Despre sărăturile de-a lungul râului Călmățui, până la Dunăre (1912).
A colaborat cu pedologi de renume, precum Emanoil Protopopescu-Pake, Petre Enculescu, Nicolae Cernescu și Gheorghe Ionescu-Șișești, demonstrând un spirit de echipă rar pentru acea perioadă. Împreună cu Protopopescu-Pake, a publicat lucrarea Corelații între legea creșterii plantelor și legile solubilizării substanțelor din sol (1960), în care a propus o metodă inovatoare bazată pe diagrame și diferențe anuale, înlocuind expresiile logaritmice ale lui Mitscherlich.
De-a lungul carierei, a participat la numeroase manifestări științifice internaționale, precum Congresul Internațional pentru Îngrășăminte Chimice de la Roma (1933) și Berna (1934), Conferința Internațională de Pedologie de la Roma (1924) și Congresul de Știință a Solului de la Washington (1927). A avut relații de colaborare cu personalități precum D. Prianishnikov (URSS), A. Demolon (Franța), E. Ramann (Germania) și E. John Russell (Anglia).
Saidel a publicat 46 de lucrări, dintre care 6 de pedologie generală, 5 despre relația plantă-sol și 29 de chimia solului, toate marcate de originalitate. A fost un profesor respectat la Herăstrău, formând generații de agronomi, și un model de corectitudine și muncă asiduă.

## Opera principală
- Despre solurile și lacurile sărate din lunca și vecinătatea Călmățuiului, Raport asupra activității Institutului Geologic al României, București, 1911.
- Despre sărăturile de-a lungul râului Călmățui, până la Dunăre, Raport asupra activității Institutului Geologic al României, București, 1912.
- Contribution à la Connaissance de Solutions aqueuses de sol, Buletinul Ministerului Agriculturii și Domeniilor, București, 1925.
- Sur les résultats de quelques expériences de végétation (cu Emanoil Protopopescu-Pake), Buletinul Ministerului Agriculturii și Domeniilor, București, 1925.
- Despre legile solubrizării componentelor solului și despre aplicarea lor la cercetarea chimică a solului, București, 1934.
- Corelații între legea creșterii plantelor și legile solubilizării substanțelor din sol, Probleme actuale de biologie și științe agricole, București, 1960.